# De leven (single)
De leven is een single van de Nederlandse rapper Sef uit 2011. Het was de eerste single van het gelijknamige solodebuutalbum De leven, eveneens uit 2011. Het is gebaseerd op een herhaalde vocale sample van Love Will Never Do (Without You), een hitsingle uit 1990 van de Amerikaanse zangeres Janet Jackson. Het werd over de jaren meermaals gecoverd, waaronder door Greengang in 2012 tijdens een 101Barz Studiosessie, S10 en Joep Beving in 2022 en door Kevin en S10 in 2023.

## Achtergrond
De leven is geschreven door Big2, Sef, Minggus Dorpmans en Hans Verhaag en geproduceerd door The Please en Big2. Het nummer was de titelsong voor de film Rabat uit 2011. In het nummer komt een fragment voor van een interview van Ramses Shaffy door Paul de Leeuw bij het televisieprogramma Herberg De Leeuw. Het nummer was geen grote hit, met enkel een 65e plaats in de Single Top 100. In 2016 gebruikte zorgverzekeraar AnderZorg het nummer in een reclame waarin mensen gevraagd worden wat zij bedoelen met de leven. Hier vertelt Sef zelf dat de titel van het nummer is bedacht nadat iemand de leven in plaats van het leven zei, waarna hij dieper is gaan nadenken over de leven. Verder noemt hij ook dat scholieren hun leraar foutief verbeterden op het lidwoord van leven, waar zij aannamen dat de leven correct zou zijn door het nummer. De single heeft in Nederland de gouden status.

## Cover van Joep Beving & S10
In 2022 kwamen de pianist Joep Beving en zangeres S10 met een cover van het nummer. Deze cover is gemaakt om geld in te zamelen voor onderzoek naar de behandeling van een zeldzame vorm van darmkanker waar de manager (Mark Brounen) van Beving aan leed. De reden waarom De leven is gekozen om te coveren is dat de manager van Beving het originele nummer beschouwde als zijn levenslied.
Op 29 januari 2022 vertolkten Beving en S10 hun uitvoering in het tv-programma Matthijs gaat door.

## Cover van Kevin en S10
In 2023 gebruikte de Nederlandse rapper Kevin het door S10 ingezongen refrein van de cover van S10 en Joep Beving om zijn eigen versie te maken. Voor deze versie schreef Kevin zijn eigen coupletten en er werd een trap-beat onder gemonteerd, maar verder bleef het dicht bij het origineel en werd als single uitgebracht onder dezelfde titel. Eveneens in 2023 zette Kevin het als derde track op zijn album Wonderland.

### Hitnoteringen
De artiesten hadden succes met het lied in de Nederlandse hitlijsten. Het bereikte de eerste plaats van de Single Top 100 en stond drie weken op deze positie. In totaal stond het vijftien weken in deze hitlijst. In de Nederlandse Top 40 piekte het op de zeventiende plaats in de acht weken dat het in de lijst te vinden was.